# Umetna oploditev
Umetna oploditev je oploditev z biomedicinsko pomočjo, kar pomeni izpeljavo biomedicinskih postopkov, ki pripeljejo do spočetja na drug način kot s spolnim odnosom. Tako je »artificialna inseminacija (AI) ali umetna osemenitev medicinski poseg, ki se opravi s semenom moža (homologna inseminacija) ali s semenom drugega moškega (heterologna inseminacija )- kot darovalcem semena«

## Delitev AI

### Postopka umetne oploditve
- AIH (Artifitial Insemination Husband) oz. homologno umetno oploditvijo, ko spolne celice pripadajo moškemu
- AID (Artifitial Insemination Donor) oz. heterologno umetno oploditvijo, ko vsaj ena od spolnih celic prihaja od darovalca

### Načina umetne oploditve
- znotraj telesa, ko pride do oploditve v ženskih spolovilih
- zunaj telesa ko pride do oploditve zunaj ženskega telesa, torej v epruveti

### Tehnike umetne oploditve
- umetna homologna oploditev znotraj telesa: prenos že prej zbranih spermijev moža v spolovilo žene. Imenujemo jo umetna homologna oploditev (GIFT-O= Gamete Intrafallopian Transfer)

- homologna umetna oploditev zunaj telesa: gameti moža in žene se srečata v epruveti. Oplojeno jajčece (embrij ) nato presadijo v maternico in začne se »nosečnost«. S tehnikami, ki so sedaj na voljo, je potrebno za vsaditev enega zarodka oploditi več jajčec (presežna jajčeca pozneje zamrznejo, uporabijo za poizkuse ali splavijo.) tako oploditev imenujemo oploditev v epruveti s prenosom zarodka ( FIVET- O=  In Vitro Fertilization Embryo Transfer)

- heterologna umetna oploditev v telesu: prenos spolnih celic v ženska spolovila,  od katerih najmanj ena pripada tujemu darovalcu imenujemo jo heterologna umetna inseminacija. (GIFT- E= Gamete Intra Fallopian Transfer)

- heterologna umetna oploditev zunaj telesa: do srečanja spolnih celic, od katerih ena ne pripada paru, pride v epruveti. Oplojena jajčeca prenesejo v maternico, neuporabljena pa zamrznejo ali na njih opravljajo poizkuse. Govorimo o heterologni oploditvi v epruveti s prenosom zarodka (FIVET-E).

## Zgodovina
Umetna oploditev ni "moderna" tehnologija. Po uradnih zapisih sodeč je stara vsaj stoletje. Neuradna zgodovina trdi da je že leta 1400  Juana, žena kralja Henrika IV Castile želela umetno spočeti otroka, saj naj bi bil par domnevno neploden. 

### Mejniki človeške umetne oploditve
- 1790 prva poročila o umetni oploditvi Johna Hunterja v medicinski literaturi
- 1899 prva prizadevanja V Rusiji za razvoj praktične metode umetne oploditve
- 1909 umetno oplojevanje postaja vedno bolj sporno
- 1939 z umetno oploditvijo uspešno ustvarijo zajca
- 1940 v nacistični Nemčiji postane umetna oploditev industrija. Poskuse umetne oploditve izvajajo na Judih
- 1949 znanstveniki razvijejo boljše metode za zamrzovanje in odtaljevanje sperme
- 1950 znanstveniki Univerze Cornell odkrili da lahko spermi dodajo tudi antibiotike
- 1953 prva uspešna nosečnost z Umetno oploditvijo iz zamrznjene sperme
- 1970 prva banka sperme
- 1987 v ZDA zdravniki v enem letu umetno oplodijo 172.000 žensk kar je povzročilo 65.000 novih rojstev

## Uspešnost umetne oploditve
Uspešnost umetne oploditve je v veliki meri odvisna od navad ženske. Nizozemski znanstveniki so na spremljanju 9000 umetno oplojenih žensk opazovali ključne razloge za neuspešnost umetne oploditve. Na podlagi raziskav so odkrili da je glavni krivec za neuspešno spočetje kriva kava. Odkrili so, da ženske, ki so kavo zaužile vsaj štirikrat na dan svojo možnost uspeha zmanjšale za 26%. Strokovnjaki kljub temu trdijo da kava deluje negativno samo na ženske, ki imajo težave s plodnostjo, ne pa tudi na plodnost zdravih žensk. Poleg kave veliko tveganje za neuspeh predstavlja alkohol, katerega ženska, ki želi zanositi z umetno oploditvijo naj ne bi konzumirala več kot trikrat na teden. 
Na neuspešno umetno oploditev vpljivajo tudi:
- težka fizična dela
- tobak
- opojna sredstva
- droge
- prehrana...

Seveda pa si lahko ženske, ki imajo težave s plodnostjo, z zdravimi življenjskimi navadami povčajo svoje možnosti za uspešno umetno oploditev.